# 杜福明
杜福明（1960年3月27日—），外號「杜老爺」，為台灣的棒球選手，曾經效力於中華職棒統一獅及興農熊／興農牛隊，守備位置為投手，2015年底因為總教練郭泰源邀請，擔任中華職棒統一7-ELEVEn獅隊投手教練，合約至2017年球季結束，2016年時為台灣最老的職棒本土教練。
杜福明為統一7-ELEVEn獅隊第一位先發投手及台灣職棒史上首位勝投。然而近期為人所知的並非球員時的豐功偉業，而是其「速差理論」。杜氏曾經指出，「就算你球速高達150公里，但投多了對打者來說跟110公里沒啥差別；不過如果你擁有速差超過25公里的變化球，你的130公里直球可以擁有時速150公里的威力」。而其執教功力於2005年時即有網友提供數據與照片加以質疑，近期回職棒擔任投手教練後，也有網友提出GIF動態圖檔實證其執教成果。
曾經透過規則五選秀上大聯盟的旅美投手王維中為杜福明在華德工家任教時的學生。

## 經歷

### 球員生涯
- 台南市中西區進學國小少棒隊
- 台南市金城國中青少棒隊
- 高雄市七賢國中青少棒隊
- 台南市南英商工青棒隊
- 台灣電力棒球隊
- 統一棒球隊
- 中華職棒統一獅隊（1990年～1995年）
- 中華職棒統一獅隊兼任投手教練（1995年）
- 中華職棒興農熊／興農牛投手教練兼任投手（1996年1月6日～1996年10月）

### 教練生涯
- 台灣大聯盟年代勇士隊投手教練（1997年）
- 台灣大聯盟年代勇士隊總教練（1998年～1999年）
- 台灣大聯盟遠傳勇士隊首席教練（2000年）
- 台灣大聯盟網客勇士隊總教練（2001年）
- 高雄縣立澄清湖棒球場場長（2002年）
- 中華職棒誠泰太陽隊投手教練（2003年）
- 高雄縣高苑工商青棒隊教練
- 高雄市三信家商青棒隊教練
- 中華職棒誠泰Cobras隊投手教練（2006年～2007年10月22日）
- 高雄市前鎮國小少棒隊總教練（2009年）
- 中國棒球聯賽河南吉象隊教練（2009年）
- 高雄縣華德工家青棒隊教練（2010年～2012年）
- 高雄市高苑工商青棒隊教練（2012年～）
- 長榮大學棒球隊教練（2013年～2014年）
- 美和科技大學棒球隊教練（2015年～2015年12月）
- 中華職棒統一7-ELEVEn獅隊投手教練（2016年～7月18日）
- 中華職棒統一7-ELEVEn獅隊牛棚教練（2016年7月18日～2017年11月30日）
- 中華職棒統一7-ELEVEn獅隊球探（2017年11月30日～2021年12月）
- 中華職棒台鋼雄鷹隊球探（2022年10月-）

## 職棒生涯成績
| 年度   | 球隊           | 出場 | 先發 | 勝投 | 敗投 | 中繼 | 救援 | 完投 | 完封 | 四死 | 三振 | 責失 | 投球局數 | 自責分率 | 被上壘率 |
| ------ | -------------- | ---- | ---- | ---- | ---- | ---- | ---- | ---- | ---- | ---- | ---- | ---- | -------- | -------- | -------- |
| 1990年 | 統一獅         | 24   | 14   | 10   | 8    | 0    | 1    | 7    | 1    | 27   | 48   | 50   | 143.0    | 3.15     | 1.22     |
| 1991年 | 統一獅         | 18   | 15   | 9    | 3    | 0    | 0    | 1    | 0    | 21   | 46   | 34   | 99.0     | 3.09     | 1.29     |
| 1992年 | 統一獅         | 26   | 23   | 9    | 13   | 0    | 1    | 7    | 2    | 50   | 57   | 61   | 162.0    | 3.39     | 1.20     |
| 1993年 | 統一獅         | 12   | 8    | 2    | 6    | 0    | 0    | 2    | 0    | 15   | 17   | 34   | 59.2     | 5.13     | 1.56     |
| 1994年 | 統一獅         | 12   | 2    | 1    | 0    | 0    | 0    | 1    | 0    | 13   | 20   | 21   | 39.1     | 4.81     | 1.50     |
| 1995年 | 統一獅         | 1    | 0    | 0    | 0    | 0    | 0    | 0    | 0    | 0    | 0    | 0    | 0.2      | 0.00     | 1.50     |
| 1996年 | 興農熊／興農牛 | 2    | 0    | 0    | 0    | 0    | 0    | 0    | 0    | 0    | 3    | 1    | 2.0      | 4.50     | 1.50     |
| 合計   | 7年            | 95   | 62   | 31   | 30   | 0    | 2    | 18   | 3    | 127  | 191  | 201  | 505.1    | 3.58     | 1.29     |

## 外部連結
- 杜福明在台灣棒球維基館上的頁面（繁體中文）
- 杜福明在中華職棒
- 杜福明在Baseball-Reference.com（小聯盟以及海外聯盟）（英语）

| 前任： 隊史第一位 凌森B.A | 統一獅開幕戰先發投手 1990年 1992年 | 繼任： 凌森B.A 謝長亨 |